# Sólstafir
I Sólstafir sono un gruppo musicale post metal islandese formatosi a Reykjavík nel 1995. Il loro nome in islandese significa raggi crepuscolari.

## Storia del gruppo
Aðalbjörn Tryggvason, Guðmundur Óli Pálmason e Halldór Einarsson formarono i Sólstafir nel gennaio 1995. Due anni dopo, l'ultimo abbandona la band. Nel 1999, insieme al bassista Svavar Austmann Traustason, entrano in studio per registrare il loro primo album Í Blóði og Anda, pubblicato solo nel 2002 a causa di numerosi contrattempi. Lo stile è di matrice black metal con reminiscenze di stampo viking. Nel frattempo, entra in formazione un secondo chitarrista: Sæþór Maríus Sæþórsson, vecchio conoscente del gruppo (era già apparso come ospite).
Col loro album successivo, Masterpiece of Bitterness del 2005, iniziano a virare verso lidi post-rock che contraddistingueranno la loro musica negli anni a venire. Seguì, quattro anni dopo, Köld: considerato da molti il loro apice compositivo. Nel 2011 passano dalla Spikefarm Records alla Season of Mist, pubblicando il doppio-album Svartir sandar.
Nel 2014 esce Ótta, anticipato dal singolo omonimo. L'anno successivo lascia la band uno dei membri fondatori: il batterista Guðmundur Óli Pálmason. Inizialmente, viene sostituito da Ari Þorgeir Steinarsson e, poi, da Karl Petur Smith. Mentre, per il successivo tour europeo da Hallgrímur Jón Hallgrímsson. Il 28 novembre del 2016 viene annunciato il rinnovo contrattuale con l'etichetta discografica Season of Mist.
Il 26 maggio 2017 è stato pubblicato l'album Berdreyminn.
Il 6 Novembre 2020 esce Endless Twilight of the Codependent Love, anticipato dal singolo Her fall from Grace.

## Formazione

### Formazione attuale
- Aðalbjörn "Addi" Tryggvason – chitarra, voce (1995-presente)
- Svavar "Dóri/Svabbi" Austmann Traustason – basso (1999-presente)
- Sæþór Maríus "Gringo/Pjúddi" Sæþórsson – chitarra (2001-presente)

### Ex componenti
- Halldór Einarsson – basso (1995-1997)
- Guðmundur "Gummi" Óli Pálmason – batteria (1995-2015)

### Turnisti
- Hallgrímur Jón "Grímsi" Hallgrímsson – batteria (2015-presente)
- Martin Powell – piano (2016-presente)

### Ex turnisti
- Ari Þorgeir Steinarsson – batteria (2015)
- Karl Petur Smith – batteria (2015)

## Discografia
Album in studio
- 2002 - Í Blóði og anda
- 2005 - Masterpiece of Bitterness
- 2009 - Köld
- 2011 - Svartir sandar
- 2014 - Ótta
- 2017 - Berdreyminn
- 2020 - Endless Twilight of the Codependent Love
- 2024 - Hin Helga Kvöl

EP
- 1996 - Til Valhallar
- 2002 - Black Death
- 2016 - Tilberi

Compilation
- 2013 - Í Blóði og Anda

Singoli
- 2011 - Fjara
- 2012 - Æra
- 2013 - Þín orð
- 2014 - Ótta

Split
- 2014 - Fjara/Runaway Train (con i Legend)

Demo
- 1995 - Í Norðri